# Marijke Veugelers
 (janvier 2019).
Si vous disposez d'ouvrages ou d'articles de référence ou si vous connaissez des sites web de qualité traitant du thème abordé ici, merci de compléter l'article en donnant les références utiles à sa vérifiabilité et en les liant à la section « Notes et références ».
Marijke Veugelers, née le 1er décembre 1952 à Kobe,, est une actrice néerlandaise.

## Filmographie

### Cinéma et téléfilms
- 1984 : De Schorpioen (nl) : Helma
- 1984 : Gebroken spiegels (nl) : Francine
- 1985 : Thomas en Senior op het spoor van Brute Berend : La journaliste
- 1987 : Zoeken naar Eileen (nl) : Deux rôles (Voix de Marian Faber et Eileen W.)
- 1987 : Van geluk gesproken (nl) : Karin de Bruin
- 1988 : Sur les traces de Bernard le pirate : La journaliste
- 1988 : Vreemde Vogels : Saar
- 1988 : Ei : Eva
- 1989-1991 : Spijkerhoek (nl) : Anke Chaiavelli
- 1990-1996 : 12 steden, 13 ongelukken (nl) : Trois rôles (Eveline, Emmy et Evelien Heemskerk)
- 1993 : Pleidooi (nl) : Frieda Wauters
- 1993 : Vals licht (nl) : La mère de Simon
- 1993 : Niemand de deur uit (nl) : Erica Bloem
- 1993 : Angie : La mère de Angie
- 1993 : Coverstory (nl) : La mère de Kitty
- 1995 : Gemengde berichten : Maria
- 1996 : Baantjer : Irene de Groot
- 1996 : De winkel : Lientje de Vries
- 2000 : Wildschut & De Vries (nl) : Jeanne Boxmeer
- 2000 : Blauw blauw (nl) : Mme Gerritsen
- 2001 : Baby Blue : La voisine
- 2001 : De nacht van Aalbers (nl) : Therèse Aalbers
- 2001 : Nynke : Docteur Fischer
- 2004 : 06/05 (nl) : La voisine